# ババ・アムテ
ババ・アムテ、本名ムリダール・デヴィダス・アムテ（Murlidar Devidas Amte, 1914年12月26日 - 2008年2月9日）は、インドの社会活動家。ハンセン病患者や障害者の支援活動で知られている。マグサイサイ賞、テンプルトン賞受賞者。

## 生い立ち
1914年12月26日、英領インド時代のワルダー（現マハーラーシュトラ州ワルダー県）に生まれる。彼の父デヴィダス・アムテは地元の役所に勤める公務員で、歳入部門で働いていた。ババというのはムリダール少年が小さい頃のあだ名である。
アムテは8人兄弟の長男で、一番上だった。幼少期は地方地主の長男として、牧歌的な日々を過ごし、猟やスポーツを楽しんだ。14歳までには自分の銃を与えられ、クマやシカの狩猟をたしなんでいた。運転できる年齢に達するとスポーツカーを与えられ、内装のクッションカバーは豹の皮が用いられていた。このような恵まれた家庭に育った彼であったが、インドの格差社会には気付いており、「実家にはある種の冷淡さがあり、彼らは大きな心の壁を築いて外の世界にある惨めさを見ないようにしていた。それに対して私は反抗した。」と述べている。

## 功績
地元ワルダー県にて法律を学び、弁護士となった。インド独立運動に加わり、1942年からは独立運動によって収監された活動家の弁護を始めた。また、マハトマ・ガンディーの教えに傾倒し、自身も彼と同じ服を着てガンディーイズムを実践した。その後、イギリス兵から卑猥な嘲りを受けた少女を守ったことによってガンディーと知り合い、アバイ・サダク（怖れなき真実の探求者）という名を与えられた。
また、ハンセン病患者の支援活動も行った。当時のハンセン病患者はスティグマに悩まされ、社会から隔絶されていた。そのような彼らのため、アムテはハンセン病の感染力についての誤解を解くため奔走した。その努力は凄まじく、感染力が小さいことを証明するために菌を自身に注射することさえした。
さらに3つの僧院を建設し、ハンセン病患者だけでなく障害者や社会の周辺に追いやられた人々を受け入れた。1949年8月15日には、妻サドゥナと共にハンセン病患者のための病院を開始した。

## 家族の功績
ババ・アムテはインドゥ・グルシャストリ（後のサダナタイ・アムテ）と結婚した。彼女自身も夫の活動に加わり、2人の息子ヴィカス、プラカシュとその妻たちは医者となった。プラカシュ・アムテ夫妻は同州の田園地帯に病院を建設し、孤児や怪我をした野生動物も受け入れた。そして2008年には夫妻でマグサイサイ賞を受賞した。
長男ヴィカス・アムテ夫妻も病院を経営し、病院併設に併設して大学や孤児院、盲学校、聾学校を運営している。